# Tongsheng
Tongsheng is een Chinese Feng Shui almanak. Het boek wordt jaarlijks gemaakt in Jiangmen, Kanton en Hongkong.
Dit boek voorspelt bepaalde dingen die wel of niet op een dag moeten gebeuren. De tijdrekening is in de Chinese kalender. De Tongsheng heeft een belangrijke plaats in de traditionele Chinese godsdienst. Het boek wordt vaak gelezen in Taiwan, Hongkong en gebieden waar veel overzeese Chinezen wonen. In het vasteland van China is het boek sinds de Culturele Revolutie, toen religie als bijgeloof werd geschetst, minder gelezen.
Er bestaat een pocketversie en een uitgebreide versie van de Tongsheng. 
- De pocketversie vertelt astronomische gegevens (met gegevens van de tijden van zonsopgang, zonsondergang en volle maan), wat het voor een jaar wordt (qua landbouw en financiën), wat men wel en niet moet doen op een bepaalde dag. Op de voorkant staat een afbeelding van Chinese geluksgoden zoals Fu Lu Shou en Maitreya. Op de laatste bladzij staat een omrekeningstabel voor Chinese en westerse uren. In de kalender die achter in het boek staat staan behalve dingen die men wel of niet op een dag moet doen ook de gedenkdagen van de Chinese goden.
- De uitgebreide versie heeft ook hele verhalen. De toekomstvoorspellingsverhaal Shaobingge en de confuciaanse boeken van sanbaiqian staan erin. Ook bevat het verschillende vormen van toekomstvoorspelling, de loop van zwangerschap en fulu's voor allerlei soorten zaken. In de versies van de laatste vijftig jaar staat ook een cursus Engels.

## Geschiedenis
De samenstelling van het boek is door de jaren heen meerdere malen veranderd. De laatste versie van het boek stamt uit de Qing-dynastie en werd toentertijd Tongshu (通書) genoemd.  
"Tong" staat voor "alles" en "Shu" staat voor "boek". "Tongshu" betekent dus letterlijk "een boek dat alles weet".  Maar, in de Kantonese dialecten klinkt het hetzelfde als "alles verloren" (通輸). Daarom werd de naam veranderd in "Tongsheng", wat "alles gewonnen" betekent.

## Dingen die men wel of niet op een dag moet doen
Volgens berekeningen van Feng Shui voorspelt het boek wat je op een dag wel en niet moet doen. Als je het advies van niet doen niet volgt brengt het volgens gelovigen ongeluk.
In het boek komen de volgende dingen voor:
- schip te water laten
- muur bouwen
- bed in elkaar zetten
- konfijten, pekelen, inpotten
- saus koken
- grond bewerken
- trouwdatum vaststellen
- trouwen
- begrafenis houden
- beginnen met school
- haar knippen
- in bad gaan
- schoonmaken
- offers brengen aan de goden, boeddha's of voorouders
- toekomst voorspellen (kau cim)